# Резня в Батюке
Резня́ в Батюке (вьет. Thảm sát Ba Chúc) — массовое убийство, совершенное отрядами «красных кхмеров» 18 апреля 1978 года во вьетнамской деревне Батюк, расположенной в провинции Анзянг близ границы с Камбоджей. В результате расправы были убиты 3157 человек, и только двум жителям деревни удалось спастись.
Нападение стало поводом для начала вьетнамской интервенции в Камбоджу.

## Предыстория
После победы «красных кхмеров» в гражданской войне в Камбодже в 1975 году и установления там коммунистического режима на камбоджийско-вьетнамской границе начались столкновения. Так, сразу же после прихода к власти «красных кхмеров», в мае 1975 года войска «Революционной Армии Кампучии» вторглись на вьетнамский остров Тхотю и учинили массовую расправу над его населением. В результате было убито 515 мирных жителей. Во время другого рейда «красных кхмеров» в 1977 году ещё 1000 мирных вьетнамцев были убиты в провинции Тэйнинь.

## История
12 апреля 1978 года лидеры «красных кхмеров» заявили, что будут готовы начать переговоры со Вьетнамом в обмен на признание их экспансионистских устремлений. Вьетнамская сторона сразу же отвергла это предложение. В ответ на это 18 апреля два отряда «красных кхмеров» прошли на 2 км вглубь территории Вьетнама, и направились в деревню Батюк, что в провинции Анзянг. В результате нападения были убиты 3157 жителей деревни, и только несколько смогли спастись от убийц. Большинство жертв (в том числе женщины и дети) были расстреляны или жестоко казнены.
Эта расправа стала последней каплей, переполнившей чашу терпения вьетнамских властей, после чего те начали подготовку военной интервенции в Камбоджу, в результате которой режим «красных кхмеров» был свергнут.